# Iliana Iotova
Iliana Malinova Iotova (bulgară Илияна Малинова Йотова) este o femeie politiciană bulgară, membru al Parlamentului European în perioada 2007-2009 din partea Bulgariei.
1. 1 2  Strazha.bg
2. ↑   http://www.assembly.coe.int/nw/xml/AssemblyList/MP-Details-EN.asp?MemberID=5613 Lipsește sau este vid: |title= (ajutor)
3. ↑  Strazha.bg, accesat în 10 ianuarie 2023